# Diploglossa
Infra-ordre
Les Diploglossa sont selon les classifications un infra-ordre ou une super-famille de reptiles.

## Liste des familles
Selon Reptarium Reptile Database (28 avril 2014) :
- Anguidae Gray, 1825
- Anniellidae Boulenger, 1885
- Diploglossidae Bocourt, 1873
- Shinisauridae Ahl, 1930
- Xenosauridae Cope, 1866

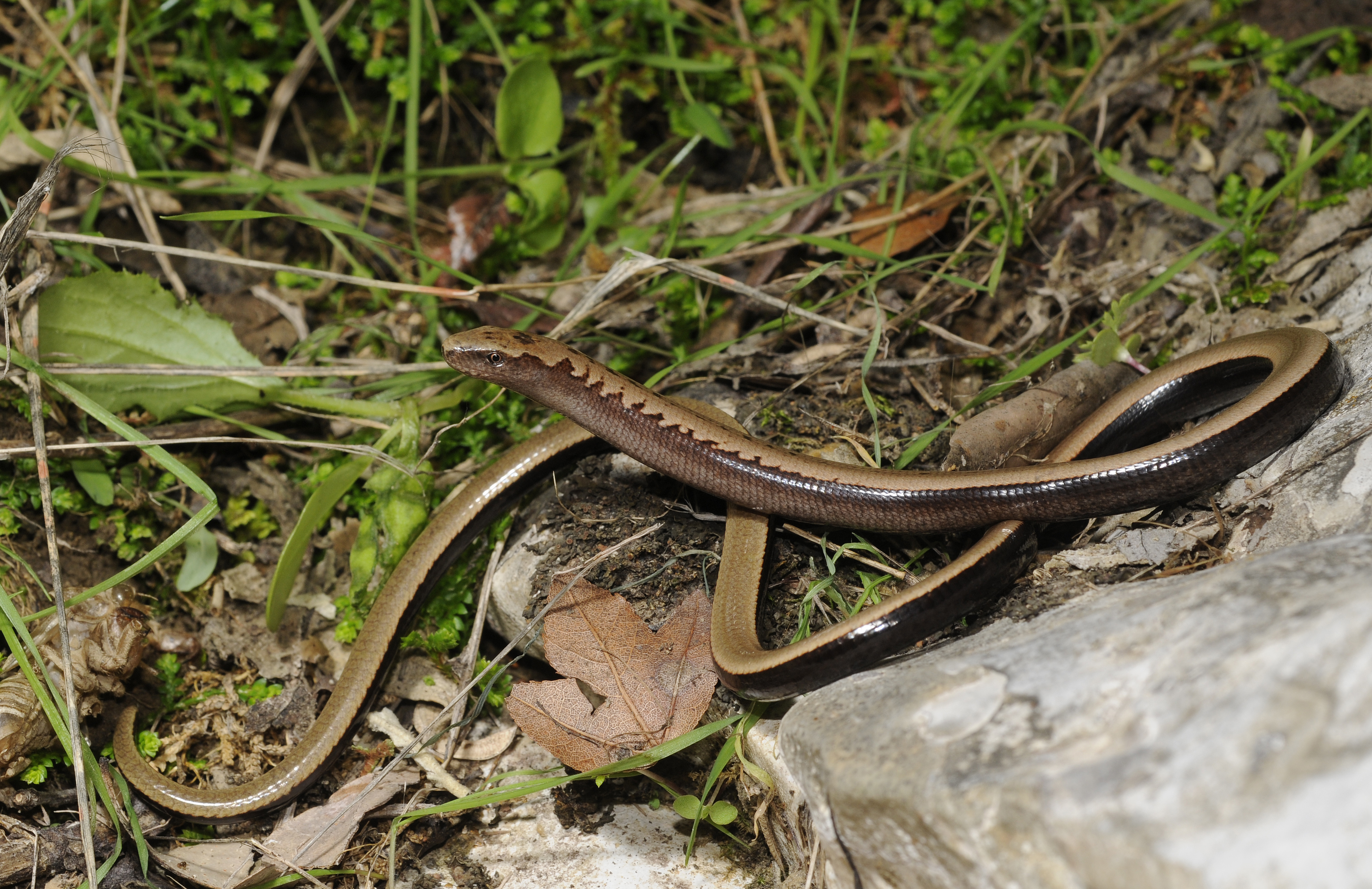
Anguis cephallonica (Anguidae)
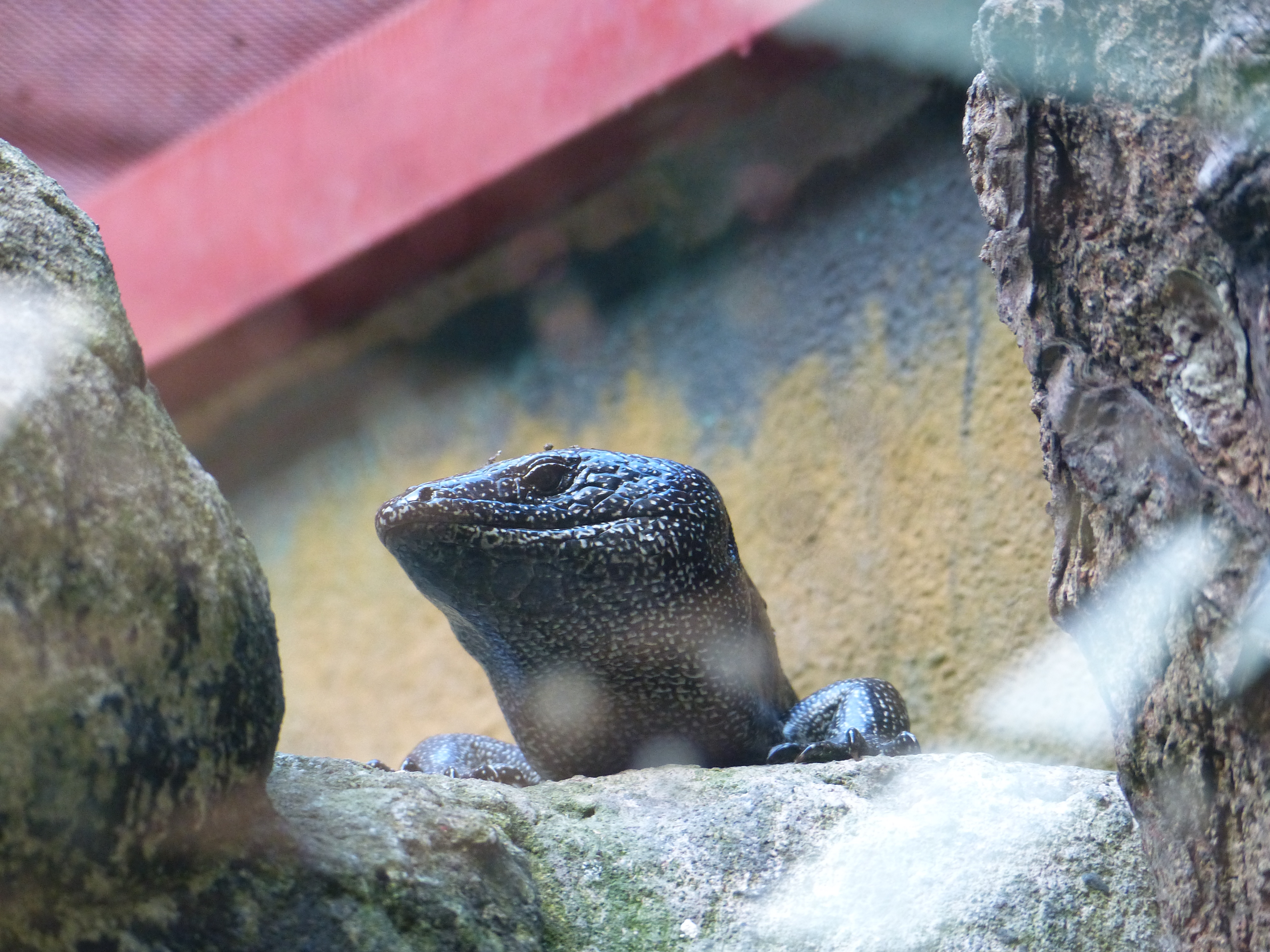
Diploglossus millepunctatus (Diploglossidae)
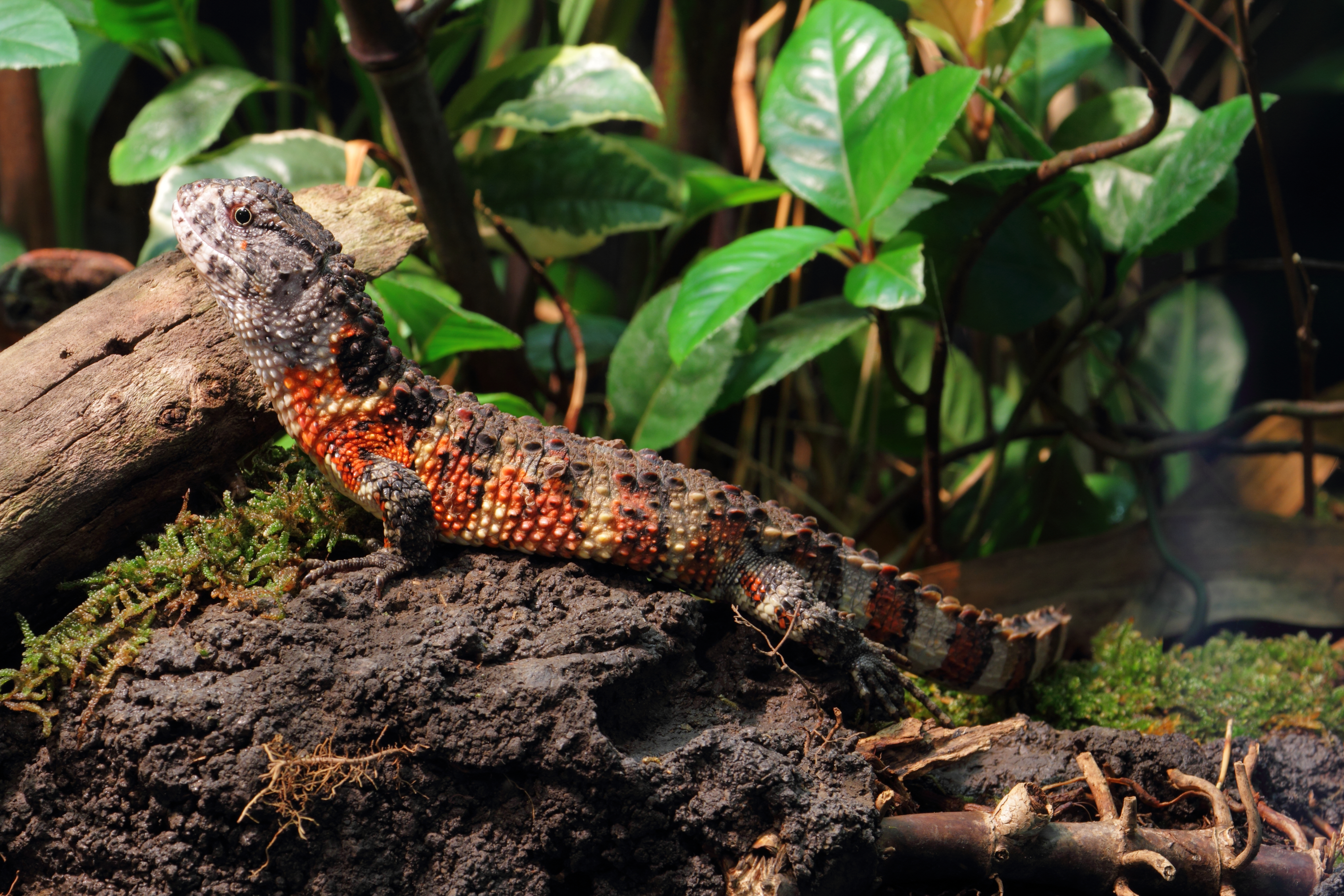
Shinisaurus crocodilurus (Shinisauridae)
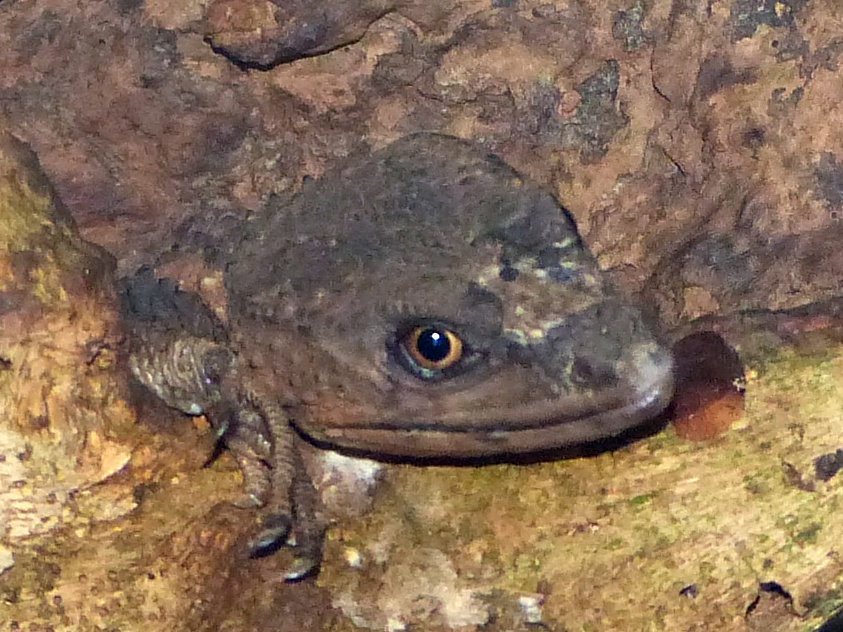
Xenosaurus grandis sanmartinensis (Xenosauridae)

## Publication originale
- Cope, 1864 : On the Characters of the higher Groups of REPTILIA SQUAMATA — and especially of the DIPLOGLOSSA. Proceedings of the Academy of Natural Sciences of Philadelphia, vol. 1864, p. 224-231 (texte intégral)